# شردنگا ویش (استان پودکارپاتسکیه)
شردنگا ویش (به لهستانی:  Średnia Wieś) یک روستا در لهستان است که در گمینا لسکو واقع شده‌است.